# Vincetoxicum puberulum
Vincetoxicum puberulum är en oleanderväxtart som beskrevs av Carl Ernst Otto Kuntze. Vincetoxicum puberulum ingår i släktet tulkörter, och familjen oleanderväxter. Inga underarter finns listade i Catalogue of Life.